# 魔界戦記ディスガイア2
『魔界戦記ディスガイア2』（まかいせんきディスガイアツー、英:Disgaea 2: Cursed Memories）は、2006年2月23日に日本一ソフトウェアより発売されたPlayStation 2用のシミュレーションRPG。キャラクターデザインは原田たけひと。ゲストイラストレーターはtoi8。

## 概要
魔界戦記ディスガイアシリーズの2作目。『魔界戦記ディスガイア』の続編にあたるが、ストーリーの関連はない。ジャンル名は史上最凶やり過ぎSRPG。裁判システムやタワー攻撃などの新要素が追加されている。ゲームの発売に先駆けて「電撃「マ）王」2005年12月号から2008年9月号まで漫画版がへかとんによって連載された。2007年7月12日には廉価版の『魔界戦記ディスガイア2 PlayStation 2 the Best』が発売された。北米では日本一ソフトウェアの子会社NIS America、欧州ではKOEI LIMITEDから発売された。
2009年3月26日にPlayStation Portable版『魔界戦記ディスガイア2 PORTABLE』が発売された。2010年6月9日にはダウンロード版が発売。2011年5月12日には取扱説明書に「ミニ設定資料集」を収録した『魔界戦記ディスガイア2 PORTABLE PSP the Best』が発売された。

## ストーリー
魔王ゼノンは転生し、ヴェルダイムで新たな生を得る。ゼノンに恨みを持つある悪魔は、生まれたばかりのゼノンの転生体を攫い、その力と記憶を封じる。そして転生体を自分の娘ロザリンドとして宮殿に閉じ込める。悪魔は転生体に代わって魔王ゼノンを名乗り、ヴェルダイムの住民に呪いをかけて、彼らから記憶と良心を奪う。
ヴェルダイムのホルルト村に住む青年アデルは、ゼノンを倒し呪いを解くため、ママにゼノンを召喚してもらう。しかしゼノンではなくロザリンドが呼び出される。ゼノンの姿と正体を知らないママは召喚が失敗したと思い込み、アデルとロザリンドにゼノン探しをさせる。二人は無計画にゼノンを探す。道中でゼノンを探す魔神エトナと遭遇し、戦闘になるが見逃してもらう。一方でゼノンは監禁していたロザリンドが消えたこと、エトナが自分を追っていることに戸惑う。
ゼノンはエトナを誘き出すため「優勝者はゼノンに謁見できる」という名目で武闘会を開く。それを知ったアデルは武闘会に参加し優勝する。そしてゼノンとの謁見で彼と対決するが、敗北する。そこへエトナが現れ、アデル達に代わってゼノンに挑む。アデル達は二人が戦っている隙にホルルト村まで逃げる。エトナによってゼノンが倒される。しかしエトナの称号が魔王にならなかったことから、エトナはゼノンが偽者であると気付く。
ホルルト村に戻ったエトナから事情を聞いたアデルは、ママにもう一度ゼノンを召喚してもらうが失敗する。そのときの騒動でエトナはレベル1になり、配下のプリニーに逃げられる。怒ったエトナは強引にアデルの仲間になり、彼にプリニーを追いかけさせる。一方で、倒されたゼノンはヴェルダイムの住民から奪った力で復活する。
プリニーを追いかけた先で、復活したゼノンと遭遇する。ゼノンはすぐにその場を立ち去るが、アデルとロザリンドはゼノンの正体を知るため、ゼノンを追うことを決める。そしてゼノンの城に向かい、最奥でゼノンと戦い勝利する。隙を突かれて逆転されかけるが、力と記憶を取り戻したロザリンドに助けられる。ロザリンドはゼノンを倒すとアデル達にも威圧感を向けるが、アデルの呼びかけによって正気に戻る。一向はホルルト村に帰還する。

## 登場人物

### 主要キャラクター
アデル
声 - 緑川光
本作の主人公。年齢は17歳。魔王ゼノンの呪いにより魔物に変えられてしまった家族を元に戻すべく戦う青年。ゼノンの呪いが唯一効かなかった人間とされるが、その出生には謎が多く、ロザリーとゼノンからは彼が人間なのか疑問視されている。女の子とウソが苦手な直情で熱血漢タイプ。自分の「流儀」は曲げない。両親は行方不明で、両親の親友であった夫婦の元に預けられている。得意な武器は拳。
後に発売された『魔界戦記ディスガイアシリーズ』で、ロザリンドとのバカップル化が進んでいる傾向にある。
ロザリンド
声 - 田村ゆかり
魔王神ゼノンの一人娘。年齢は17歳。通称は「ロザリー」だが、ハナコとエトナにはロザリンと呼ばれている。得意な武器は銃。巨乳。外界と遮断されて育ったため、世間知らずかつ高飛車である。戦闘の経験もないためレベル1である。
正体は転生した魔王神ゼノンである。雪しらべの里で生まれるが、すぐ(偽者の)ゼノンに攫われ記憶を封じられたため、自分がゼノンの娘のロザリンドであると思い込んでいる。偽ゼノンの企みで宮殿に閉じ込められている。ただ偽ゼノンがロザリンドのために贈り物をしたり、豪華な屋敷や召使いを用意したりしていたため、周囲からは過保護な親と甘やかされた娘であると思われている。本人も親から愛されていると思っているが、その一方で自分に会いに来ないことに疑問を抱いている。
ママによってホルルト村に召喚される。アデルと共にゼノンを行き当たりばったりな方法で探すが、上手くいかずに終わる。武闘会でゼノンと初めて会うが、その時の態度に不審を抱き、アデルと共に逃げ出す。エトナからゼノンが偽者であることを聞く。プリニーを追った先で復活した偽ゼノンと遭遇する。偽ゼノンの正体を知るためアデルと共に城に向かう。偽ゼノンとの対決で力と記憶を覚醒させ、その力で偽ゼノンを消滅させる。驚くアデル達に威圧感を向けるが、アデルの呼びかけによって正気に戻る。その後、アデルと共にホルルト村に戻る。
パパ
声 - 納谷六朗
アデルの育て親。ゼノンの呪いで胸に人面瘡のようなものがくっ付いている。武器に関する知識が深く、武器について様々なことを教えてくれる。「パパ」とは敬称ではなく本名であり、ロザリンドの「いい年してパパもないだろう」というツッコミに対し、アデルが「本名なんだから仕方ないだろ」と返した。
ママ
声 - 原えりこ
アデルの育て親。ゼノンの呪いで目が3つになっている。有名な召喚師（サモナー）。物語冒頭でゼノンの召喚を行い、本物のゼノンであるロザリンドを呼び出す。しかしお互いにロザリンドの正体を知らなかったため、召喚が失敗したと思い込み、アデルとロザリンドに(偽者の)ゼノン探しをさせる。
ゼノンが偽者であることが判明した後、「世界で一番強い」という条件で召喚を行うが、間違った材料を使ったためゼノンではなくエトナを呼び出してしまう。その後、復活したゼノンを倒しに向かうアデル達を送り出す。
ティンク
声 - 鈴木千尋
ロザリンドの幼馴染で、ゼノン配下の悪魔。年齢は15歳。二重人格で、普段は大人しいが、女性が絡むとリミッターが外れ暴走する厄介者である。周りの者が「ドラーク・ティンク・マハラーク」の呪文を唱えると本来の性格に戻る。
ゼノンの宮殿に居たが、斧雪の襲撃を受け珍妙なカエルの姿に変えられる。偶然宮殿を訪れたロザリンドに拾われ、以後アデル達と行動を共にする。ゼノンが倒された後、斧雪に元の姿に戻してもらう。
魔神エトナ
声 - 半場友恵
魔王ゼノンを倒し魔王神の名を得るべく、異世界からやって来た。年齢は1473歳。スタイルの悪さ、特に貧乳なのを気にしており、そのことを指摘すると激怒する。謎の生物プリニーを配下に、レベル1000という脅威の能力でアデル達の前に立ちはだかる。
ラハールと喧嘩し、腹いせに魔王城からプリニー全員を連れて出て行く。ラハールを見返すために魔王の名を得ることを思い付き、魔王神ゼノンがいるというヴェルダイムにやってくる。ゼノンを見つけるためロザリンドを襲うが、ロザリンドがゼノンの居場所を知らなかったため彼女を見逃す。武闘会でアデル達と再会し、優勝したアデルの後を付けてゼノンに近づく。ゼノンを倒すが、魔王神の名を得られなかったことからゼノンが偽者であると気付く。ホルルト村に戻り、アデルに事情を話した後その場を去る。しかしママによってレベル1にされたうえで呼び戻される。レベル1にした責任を取らせるためアデルの仲間になる。その後、彼と共に復活したゼノンを倒す。ヴェルダイムが平和になった後、ハナコを連れてラハールのところへ帰る。
プリニー
声 - 間島淳司
ペンギンのような気ぐるみ。中には生前に罪を犯した人間の魂が入っており、罪を償うために天界や魔界で奉公している。本作に登場するプリニーはエトナの配下で、彼女にこき使われている。
エトナの代わりに武闘会に参加させられるが、アデルに敗れる。武闘会の後、エトナがレベル1になったことをきっかけに彼女から離反する。エトナから逃げた先で斧雪に拾われる。
タロー
声 - 下野紘
アデルの弟で11歳。気が弱い少年でちょっぴり皮肉屋さん。ゼノンの呪いで頭に牛の角が生えている。牛柄のエプロンを着用。どんな状況下でものんびりした口調で話すので、緊張感がゼロ。ロザリンドに憧れていて、次第に彼女を慕うようになる。
ハナコ
声 - 水橋かおり
アデルとタローの妹で9歳。おしゃまで快活。ゼノンの呪いで背中に悪魔の翼が生えている。兄・アデルを慕っていて、人間だが将来はセクシーで強い悪魔になるのが夢。年齢に似合わず、既に料理の腕はプロ並という女の子。魔神エトナの強さに憧れ、彼女に弟子入りする。
アクターレ
声 - 檜山修之
元ダークヒーローの悪魔。年齢は2188歳。昔は一世を風靡したダークヒーローで絶大な知名度を持っていたが、現在はただのレポーターにまで落ちぶれている。いまだ昔の栄光を忘れることができずにいる。エンターテイナーらしく意味不明なことを言っては、周囲を呆れさせている。悪魔らしく卑怯な手や不正を好むが、方向性がぶれていたり、熱い一面があったりと憎めない性格をしている。
ヴェルダイム取材のためホルルト村の近くに寄るが、ロザリンドの嘘で敵に仕立て上げられ、アデルに倒される。テレビ局の陰謀により死んだことにされる。自分が生きていることを知らしめるため、あの手この手で事件を起こすが全てアデルに邪魔される。武闘会にも参加しアデルと戦うが敗北する。アデルの提案で彼と共にゼノンに会う。ゼノンの情報をテレビで流し、自身の生存を知らせると同時にかつての人気を取り戻す。有名になったことで調子に乗り、さわやか系に路線変更するが、家族の説得で本来の性格に戻る。その後、ゼノン討伐に向かうアデル達を手助けする。
PSP版の追加シナリオ「アクターレ編」では、彼が業界から干された理由が明らかとなる。
雪丸（ゆきまる）
声 - 植田佳奈
雪しらべの里出身のくのいち。年齢は20歳。責任感が強い性格で、「ござる」口調で話す。何かあるとすぐに自害しようとするが、すんでのところで自分で手を止めてしまう。(偽者の)ゼノンによる虐殺の生き残りで、兄がいたが行方知れずとなっている。
武闘会の開催地へ向かう途中でホルルト村に寄り、アデルに武闘会のことを教える。武闘会でのアデルとの対戦で敗北し、いつもの癖で自害しようとするが、アデルに説得され彼の仲間になる。武闘会の後、逃げたプリニーを追った先で斧雪と再会する。ゼノンの城で斧雪を説得し、彼に復讐をやめさせる。そしてアデルと共に復活したゼノンを倒す。その後、里の再建のため斧雪と共にホルルト村を去る。
斧雪（ふぶき）
声 - 子安武人
雪丸の兄。年齢は25歳。(偽者の)ゼノンによる虐殺の生き残りで、一族を皆殺しにしたゼノンと、彼の娘であるロザリンドを狙っている。任務のためなら冷酷非情となるが、雪丸のことは大事に思っている。雪丸に比べて忍術の腕が秀でており、奥義「乱れ吹雪の舞」は強力な威力を誇る。
ゼノンの宮殿を襲い、その場に居たティンクの姿を珍妙なカエルに変える。変装して武闘会に潜入しロザリンドを襲うが、アデルに追い払われる。武闘会の後、逃げたプリニーを追ってきたアデル達の前に姿を現す。ロザリンドを襲うが、復活したゼノンから不意打ちを受け、重症を負い意識を失う。アデル達に助けられるが、意識を取り戻してすぐに単身でゼノンの城に向かう。ゼノンの部下に囲まれていたところを再びアデル達に助けられ、雪丸の説得を受けて復讐を諦める。ゼノンが倒された後、里の再建のため雪丸と共にホルルト村を去る。

### 敵キャラクター
魔王ゼノン
声 - 若本規夫
魔王神と呼ばれる、伝説の魔王。ヴェルダイム全土の人間から良心と記憶を奪った張本人。ヴェルダイムにいると言われているが、詳細な居場所を知る者は誰もいない。
正体はゼノンに恨みを持つただの悪魔である。復讐のため雪しらべの里を襲い、ゼノンの転生体であるロザリンドを攫う。更に里の住民を皆殺しにし、ロザリンドも力と記憶を封じた上で宮殿に閉じ込める。そして彼女に代わって魔王ゼノンを名乗り、ヴェルダイムを支配する。その後、閉じ込めたロザリンドに豪華な屋敷を用意する、贈り物をするなどして彼女を飼い慣らすことを楽しんでいた。ただし直接会いに行ったことはない。
ママによってロザリンドが解放され、魔神エトナがヴェルダイムにやってきたことで、ロザリンドを監禁する計画を狂わされる。エトナを誘き出すため武闘会を開き、彼女を呼ぶことに成功するが、予想外の強さを持つエトナの前に敗北する。ヴェルダイムの住民から奪った力で復活し、斧雪を奇襲する。自身の居城に帰還するが、アクターレが流した情報を聞きやってきた別魔界の悪魔達の対処に追われる。持ち前の力で何とか追い払うが、最後にやって来たアデル達に負ける。ヴェルダイムの住民から更に力を奪い反撃しようとするが、覚醒したロザリンドに倒され、そのまま消滅させられる。
シュラ
声 - 間島淳司
魔王ゼノンの配下。過去の記憶がない。
セリオン
声 - 笹本優子
シュラと同じく魔王ゼノンの配下。こちらも過去の記憶がなく、命令に反した行動をとることもある。外見からはわからないが女性である。

### ゲストキャラクター
ウサギさん
声 - 子安武人
年齢不詳。一族の中でかなりの美声だったためアナウンサーに抜擢された魔界ニュースアナ。放送事故や相方・プレネールさんの食欲にも負けずに、仕事をこなすマジメなアナウンサー。プレネールさんの携帯食料であるため、時々一部がなくなっていたりする。
プレネールさん
魔界ニュースアナウンサー。その割には「……」と一言もしゃべらない。年齢不詳。魔界市役所から魔界TVに転職したらしい。喋るのが面倒なので、ウサギさんに任せていたりするアナウンサー。キャラクターデザインの原田たけひとのHPのマスコットでもある。
ラハール
声 - 水橋かおり
前作の主人公。アデルたちの暮らすヴェルダイムとは異なる魔界を統べる魔王。年齢は1316歳。わがままで自分勝手でオレ様至上主義と、まさに悪魔らしい悪魔。家来のエトナとは現在ケンカ中。『2』の発売にあたって、出番が少ないことに憤りを感じているらしい。作中では何度か乱入してくるが、登場するたびに元気がなくなっていく。フロンとは相変わらずな関係のようだが、彼女にひとりで帰ってと言われた際は、かなりショックを受けた模様（アデル曰く「捨てられた子犬のような目」）。魔王らしく、初期登場時からレベル1200という驚異の能力を誇っている。
フロン
声 - 笹本優子
ラハールが統べる魔界で堕天使として研修中の女の子。年齢は1512歳。元天使で、堕天使になった今でも相変わらずすべてを愛で包み込もうとしており、天然ボケの愛マニアなのは変わらないようだ。しかし天使の頃と比べて、言動が少々腹黒い。ラハールと同じく、今回出番が少ないことに憤りを感じているらしい。堕天使になって衣装の露出度がアップしており、色は青から赤へと変わっていて、耳が尖り尻尾も生えている（バニーガールに近い格好）。
中ボス
声 - 鈴木千尋
自称ビューティー男爵のナルシストな悪魔。本名は「バイアス」だが、ロザリンドの「お前はラスボスか」という疑問に対してアデルが「こいつはせいぜい中ボス止まりだろう」と勝手に答えてしまったため、本作でも「中ボス」呼ばわりされるハメになってしまった。ある条件を満たすと隠しステージで戦うことができる。
マージョリー
声 - 富沢美智恵
マール王国の人形姫シリーズのキャラクター。
プリエ
声 - 中原麻衣
『ラ・ピュセル 光の聖女伝説』の主人公。
魔王ゼタ
声 - 子安武人
『ファントム・キングダム』の主人公。
アサギ
声 - 植田佳奈
「次回作の主人公」。
PSP版追加キャラクター
マオ
声 - 平田宏美
『魔界戦記ディスガイア3』の主人公。アデル達にやり込みのなんたるかを教えるためにやってきた。
ラズベリル
声 - 斎藤千和
『魔界戦記ディスガイア3』のキャラクター。アデルとロザリーがカップルであると勘違いする。
チャンプル先生
声 - 桑原敬一
『魔界戦記ディスガイア3』に登場する家諦科凶師。

### アクターレ編に登場
ピンク
声 - 香坂夏希
「邪悪戦隊アクレンジャー」のピンク。
大女優
声 - 荒井静香
映画「魔界ウォーズ」のヒロイン。
主役B
声 - 吉川裕朋
マゾの天使。汎用キャラクターの天使は女だが、こちらは男。
アサギ
声 - 水橋かおり
映画「魔界ウォーズ」の主役を名乗る人物。

## システム
前作同様レベルの最大値は9999、全ての能力値は1000万を超すほど育てることが出来る。

### 新要素
基本システムはこちらを参照
アイテム界関連
不思議な小部屋
アイテム界に存在する緑色のゲートをくぐると、ショップや、敵が沢山いる小部屋に出る。どのような部屋に出るかは全くのランダムとなっている。
イノセントタウン
アイテム界の10階クリアごとにイノセントタウンに行ける。ここではアイテム界議会でアイテムの成長率や移動力を上げたり、衛生兵に体力を回復してもらうことができる。その他、アクターレや前作の登場人物・カーチスがいたり、宝箱がある。
アイテムのレベル
前作ではアイテムのレベルの上限は100だったが本作では200に引き上げられている。普通に最下層まで潜ってもレジェンドでも100までしか上げることはできず、それ以上にレベルを上げるには小部屋の占い部屋で「吉」「大吉」を出すなどの方法がある。
ジオシンボル
意思を持ったジオシンボルが登場。毎ターン移動し、攻撃を仕掛けてくることも稀にある（連携時のカットインも存在する）。また、修羅の国のアイテム界では敵キャラクターがジオシンボルの効果を持っていることがあり、歩いた跡にそのキャラクターの上に表示されている色のジオパネルを出現させる。

宝箱
アイテム界や拠点など、様々な場所に現れる。アイテムだけでなく、ヘルや経験値が入っていることもある。アイテム界には色が異なる宝箱があり、青にはレア、緑にはレジェンドアイテムが入っている（ヘルや経験値が入っていることはない）。
特殊能力
全てのキャラクターが持っている能力。能力は職業ごとに違い、毎ターンHP回復、炎属性の攻撃が効かないなど効果は様々。「○○大好き屋（○○には固有キャラクターの名前、汎用キャラクターの職業が入る）」というイノセントがいると効果がアップする。
裁判システム
ある条件を満たすと入手出来る罪状というアイテムのアイテム界に入り、裁判屋というイノセントがいる階まで潜って裁判ゲートに入れば裁判へと移行する。裁判を受けるキャラクターは罪状を貰ったキャラクターではなく裁判ゲートに入ったキャラクターとなる。そして、裁判ゲートに入ると判決が下り前科を受けることが出来る。前科は悪魔のステータスなので、基本的に罪を犯したことを称えられる。また、判決後に犯した罪の種類に応じて様々なアイテムなどを貰うことも出来る。
前科
前科のメリットは「前科1犯につき経験値が1%アップする（これにより、前作にあったEXP増加屋は本作には登場しない）」「店で買値が1%下がり売値が1%上がる」「議会で可決しやすくなる」の3つ。デメリットは「ダーク太陽を破壊できない（破壊しようとするとダーク太陽に吸収され、そのマップの敵のレベルが上がってしまう）」。前科34を超えると買値と売値が逆転してしまうが、best版とPSP版では逆転しない。表示は99犯までだが、実際には300まで上がる。

タワー攻撃
味方を次々と持ち上げて通常攻撃を行うと、タワーになったキャラクター全員で敵を攻撃することが出来る。タワー攻撃で敵を倒した場合、経験値はタワー攻撃に参加した全員に配分される。
投げキャッチ
敵か味方を持ち上げた状態で、何も持ち上げていない味方キャラクターに向かって投げることで、投げたキャラクターを相手にパスできる。これを使って敵を遠ざけたり味方を移動させたりすることができる。
携帯電話
特定の場所で使うことにより色々な効果を発揮する。例えば戦闘中に助っ人や出前を頼んだり、拠点マップでは議員に根回しをするなど、その効果は様々である。ちなみに、根回しをすると、可決率が上がる。助っ人を呼ぶと呼んだ人のレベルの助っ人が来る。
ダーク太陽
あるステージに行くと必ず存在する。戦闘開始時に効果が表示され、規定ターンになるとそれに伴いマップに影響を及ぼす。また、ダーク太陽に破壊工作を仕掛けることも可能。破壊工作を行ったユニットは成否を問わず、戦闘不能になる。
界賊
アイテム界で時折現れる敵。漂流界賊団、プリニー界賊団など複数のバリエーションを持ち同階での敵よりも強く設定されている。界賊団の団長は「地図の切れ端」というアイテムを装備しており、倒すと貰うことが可能。
修羅の国
地図の切れ端をすべて集めるといけるようになるマップ。ここでは敵のレベルが暗黒議会強化100回分、全能力値が2倍に強化されており、アイテム界のBGMも変更されている。ここでしか使用できないキャラクター達がいる。なおこの国の名前及び住人の台詞の元ネタは『北斗の拳』の修羅の国。

### PSP版の追加要素・変更点
アクターレ編
ダークヒーロー・アクターレを主人公としたシナリオ。時系列は本編の少し前。本編をクリアすると選べるようになるが、『ディスガイアPORTABLE』のエトナ編と同じコマンドを入力することでアクターレ編から始めることもできる。難易度、クリアボーナスともに本編より高めになっている（隠しコマンドを使用してアクターレ編から始めた場合は本編と同程度のレベルとなる）。
新たな技・魔法
それぞれの武器にさらなる技が追加されている。また、最上級魔法の「テラ系魔法」よりもさらに上の「ペタ系魔法」が追加された。
魔チェンジ
『ディスガイア3』から逆輸入された。アクターレ編で使用可能となり、クリアすれば本編でも使えるようになる。魔物型キャラクターが人間型キャラクターに隣接している状態でコマンド「魔チェンジ」を使うと、魔物型キャラクターが「魔チェンジ」して、人間型キャラクターの武器となる。これによって魔チェンジ中にしか使えない強力な技が使用可能となるほか、魔物型キャラクターの特殊能力が備わる。効果は2ターン続き、それを過ぎると魔チェンジが解け、魔チェンジしていたキャラクターはその戦闘には参加できなくなる。『ディスガイア3』には「魔チェンジする魔物型キャラクターと装備する人間型キャラクターが同じ委員会に所属している」という条件があったが、本作では特に制限はない。
魔チェンジ2
魔チェンジしている人間型キャラクターにさらに魔チェンジをすることによって、2体目に魔チェンジした魔物型キャラクターの特殊技が使用可能となる。持続ターンは1ターン。これを行うには、アイテム界の小部屋でマオに魔物型キャラクターを改造してもらう必要がある。
投げレシーブ
『ディスガイア3』から逆輸入された。アクターレ編で使用可能となり、クリアすれば本編でも使えるようになる。魔物型キャラクターは「投げ」を使えないが、投げキャッチの要領で味方の魔物型キャラクターに向かって投げることで、魔物型キャラクターが向いている方向に向かってレシーブしてくれる。レシーブされたキャラクターはされた回数によって攻撃力がアップする。レシーブできる距離は、人間型キャラクターと同様にキャラクター毎に異なる。
レベルスフィア
『ディスガイア3』から逆輸入された、アイテム界に存在する青い球体（『3』では緑・黄・赤の3色だった）。これを持ち上げたままステージをクリアまたはスキップすると、そのアイテムのレベルアップが上乗せされる。
音楽屋
作中で1度でも聴いたことのある曲を購入し、アイテム界のBGMに設定することができる。『ディスガイアPORTABLE』では拠点で購入可能だったが、本作ではアイテム界の小部屋でしか購入はできない。ちなみに音楽屋の名前は「テンペー」で、本作のBGM担当の佐藤天平と同じ名前である。
記録屋
アイテム入手率や、最大与ダメージ、汎用キャラクターの図鑑などを閲覧することができる。
色替屋
汎用キャラクターの色を作成できる別のクラスの色に変更できる。最初はアイテム界の小部屋でしかできないが、1度変更すれば、議会で可決することで拠点でも使用可能となる。
汎用キャラクターの追加
侍（女）、デスサーベル、炎帝、天使兵、量産型兵器が新たに作成可能となっている。この内侍（女）は、『ディスガイアPORTABLE』『ディスガイアPORTABLE 通信対戦はじめました』のどちらかのセーブデータが必要となる。
仲間キャラクター
PS2版では仲間にできなかったアサギ、プリエ、中ボス、マージョリー、ニジレッド、ゼタ、ゴードンが仲間にできるようになった。また、『ディスガイア3』からマオ、ラズベリル、チャンプル先生が登場し、仲間にすることができる。
ボイス関連
- ネコマタ、エンプーサ、アルラウネのボイスが魔物的な奇声から、人間らしいものに変更された。
- プリエやマージョリーなど、PS2版では喋らなかったキャラクターに戦闘ボイスが追加された。
- アサギは隠しステージに登場するもの（声 - 植田佳奈）とアクターレ編に登場するもの（声 - 水橋かおり）がいるが、どちらも戦闘ボイスは水橋かおりで統一されており、植田佳奈の声は隠しステージのデモ画面のみとなっている。

その他細かな変更
- 100以上の累計前科が確認できるようになった。
- 技・魔法の並べ替えが可能となった。
- 議題に敵を5段階強化する「敵をもっともっと強くしてほしい」、最大まで強化する「敵をもっとも強くしてほしい」、5段階弱くする「敵をもっともっと弱くしてほしい」、最低まで弱化する「敵をもっとも弱くしてほしい」が追加された。
- 戦闘中の移動速度を変更できるようになった。
- アイテム界の敵が石板を装備するようになった。
- 主人公よりレベルの高い魔物は捕獲できなくなった。
- 1億ダメージの表記が「10000万」から「1億」になった。

#### ダウンロードコンテンツ
2009年5月から9月まで毎月配信された。公式サイトの人気投票で上位を獲得したキャラクターが追加されるという建前だが、全知全能の書の効果でサファイアなどランキング下位のキャラクターも追加されるようになった。またそれとは別に『まいにちいっしょ』からトロ、クロが登場する。2018年からは有料キャラクターを纏めたセットが販売されている。価格はプレネールさん、トロ、クロ、ミアベル、魔神ハナコ、武器が無料、他のキャラクターは209円、DLCまとめセットは612円となっている(2020年9月現在)。
- 2009年5月22日
  - トロ、クロ - 『まいにちいっしょ』から登場。戦闘キャラクターではなく、ホルルト村の住人としてやってくる。イノセントタウンや裁判所にも出没する。
  - プレネールさん - 魔界テレビのアナウンサー。
  - アルマース - 『魔界戦記ディスガイア3』に登場するヘタレ勇者。
  - サファイア - 『魔界戦記ディスガイア3』に登場する武闘派のお姫様。
  - トロの拳 - トロを模した拳武器。
- 2009年6月26日
  - ダークエクレール - 『ラ・ピュセル 光の聖女伝説』に登場するパプリカ国王女のもう一つの人格。
  - ギグ - 『ソウルクレイドル 世界を喰らう者』に登場する破壊神。
  - クロの剣 - クロを模した剣。
  - トロの槍 - トロを模した槍。
  - 6月分のDLCをどれか一つでもダウンロードすると、プレネールさんの顔グラフィックが『ディスガイア3』のものに変更される。
- 2009年7月24日
  - アッシュ - 『ファントム・ブレイブ』に登場する霊魂（ファントム）の青年。
  - マローネ - 『ファントム・ブレイブ』に登場する請負人（クローム）の少女。
  - トロの弓 - トロを模した弓。
  - クロの銃 - クロを模した銃。
  - 7月分のDLCをどれか一つでもダウンロードすると、6月分で変更されたプレネールさんの顔グラフィックが元に戻る。
- 2009年8月28日
  - ミアベル - 『アンティフォナの聖歌姫 〜天使の楽譜 Op.A〜』に登場する“導き手”の少女。
  - プラム - 『ファントム・キングダム』に登場する予言者。
  - トロの斧 - トロを模した斧。
  - クロの杖 - クロを模した杖。
- 2009年9月25日
  - 魔神ハナコ - 魔神となった10年後のハナコ。DLCコンプリート特典。
- 2018年1月26日
  - DLCまとめセット - 有料のキャラクター7人を纏めたもの。

## 主題歌
オープニングテーマ
「罪な薔薇」
作詞 - 新川宗平 / 作曲・編曲 - 佐藤天平 / 歌 - Yoko

エンディングテーマ
「キラリ☆星になる」（本編）
作詞 - Re:bon・高橋亜由美 / 作曲・編曲 - 佐藤天平 / 歌 - 川上彬子
「ラストバトルを踊ろうぜ!」（アクターレ編）
作詞 - 新川宗平 / 作曲・編曲・歌 - 佐藤天平

挿入歌
「White tiger」
作詞 - 新川宗平 / 作曲・編曲・歌 - 佐藤天平
「エトナ ROCK」
作詞 - 新川宗平 / 作曲・編曲 - 佐藤天平 / 歌 - HARU
「きみが教えてくれたもの」
作詞 - 新川宗平 / 作曲・編曲 - 佐藤天平 / 歌 - MIKI

## 関連作品

### 小説
- 魔界戦記ディスガイア2 ダークヒーロー哀歌（安曽了、 電撃ゲーム文庫、2006年2月25日発行、ISBN 4-8402-3398-5）
- 魔界戦記ディスガイア2（安曽了、電撃ゲーム文庫、2006年4月25日発行、ISBN 4-8402-3455-8）
- 魔界戦記ディスガイア2 MASK OF THE MAOH 上（神代創、ファミ通文庫、2006年6月9日発行、ISBN 4-7577-2800-X）
- 魔界戦記ディスガイア2 MASK OF THE MAOH 下（神代創、ファミ通文庫、2006年7月12日発行、ISBN 4-7577-2832-8）
- 魔界戦記ディスガイア 〜魔王だらけの時空迷子〜（衆堂ジョオ、桜ノ杜ぶんこ、ISBN 4-8919-9291-3）
- 魔界戦記ディスガイア 〜史上最凶の四面楚歌〜（衆堂ジョオ、桜ノ杜ぶんこ、ISBN 4-8919-9326-X）

### 漫画
『電撃「マ）王』2005年12月号（創刊号）から2008年9月号まで連載。電撃コミックスより刊行。作画はへかとん。ストーリーの大筋はゲームと同じだが、全編に渡ってオリジナル要素が見られる。
1. 魔界戦記ディスガイア2 (1) （2006年5月27日発売、ISBN 4-8402-3480-9）
2. 魔界戦記ディスガイア2 (2) （2007年2月27日発売、ISBN 978-4-8402-3793-2）
3. 魔界戦記ディスガイア2 (3) （2008年1月26日発売、ISBN 978-4-8402-4094-9）
4. 魔界戦記ディスガイア2 (4) （2008年10月27日発売、ISBN 978-4-04-867323-5）